# 社群網戰
是一部於2010年上映的美國傳記電影，由大衛·芬奇執導，艾倫·索金編劇，劇情改編自班·梅立克的2009年暢銷書籍《意外的億萬富翁：Facebook的創立，性愛、金錢、天才與背叛的故事》。該片由傑西·艾森柏格、安德魯·加菲爾德及賈斯汀·提姆布萊克主演，三人分別飾演馬克·朱克伯格、愛德華多·薩維林及西恩·帕克。劇情講述哈佛學生馬克·扎克伯格創立改變全球網路通訊的社交網站Facebook，以及背後因遭背叛而引起訴訟的故事。
電影由哥倫比亞影業於10月1日在美國發行，並被選為第48屆紐約影展在紐約林肯中心的開幕電影。電影獲得廣泛好評，評論家讚賞其执导，劇本，演藝，編輯及配樂。雖然在電影中描繪的幾個人與事實不符，但仍被選為2010年十大名單當中，78位評論家當中有22人選為該年冠軍電影。電影獲得奧斯卡金像獎的八項提名，包括最佳影片獎、最佳導演獎、最佳男主角，最終獲得最佳改編劇本、最佳原創音樂及最佳影片剪接。在金球獎頒獎禮上，電影獲最佳戲劇類影片、最佳導演、最佳劇本及最佳原創配樂。
2024年，美國國會圖書館以「具有文化、歷史或美學意義」為由，將這部電影列入美國國家電影登記處進行保存。

## 劇情
2003年10月，19歲的哈佛大學學生馬克·扎克伯格在酒吧與女朋友艾莉卡·歐布萊特（Erica Albright）分手後，返回宿舍於LiveJournal的網誌寫了一個關於歐布萊特的侮辱性條目，接著駭進大學數據庫以盜取女學生的照片，然後與朋友愛德華多·薩維林創建一個稱為FaceMash的校園網站，容許瀏覽者評價她們的吸引力。這導致大學的伺服器癱瘓，卻讓朱克伯格在校內一夜成名，獲得6個月的留校察看的處分。然而，FaceMash網站的受歡迎程度吸引了不少人的關注，包括高年級學生的孿生兄弟卡麥隆·溫克沃斯與泰勒·溫克沃斯，以及他們的商業夥伴迪夫亞·納倫德拉。三人邀請馬克·扎克伯格到一個以哈佛大學學生旨在約會的專屬社群網路——哈佛聯誼網（Harvard Connection）中工作。
在參考溫克洛夫斯兄弟的工作理念後，朱克伯格去找他的朋友愛德華多·薩維林提出一個他稱為The facebook的想法，那是一個常春藤學生專屬的在線社交網站。薩維林向朱克伯格提供$1,000美元的種子資金，讓他建立網站，網站很快便大受歡迎。當人人學習使用Facebook時，溫克洛夫斯兄弟及納倫德拉感到憤怒，他們相信朱克伯格偷用他們的概念，故意暗中停下開發哈佛連接網站的步伐。三人向哈佛大學的校長勞倫斯·薩默斯作出投訴，他們以學生守則對朱克伯格作出指控，然而校長對此不屑一顧。
薩維林和朱克伯格遇見了同學克莉斯汀·李（Christy Lee），她要求二人「Facebook她」，那個短語讓他們印象深刻。隨著Facebook日益普及，朱克伯格將網站擴展至其他院校如耶魯大學、哥倫比亞大學和史丹福大學。李安排二人跟Napster的共同創辦人西恩·帕克會面，他向朱克伯格呈現公司「十億美元」的願景，使他印象深刻。他還建議把「The facebook」中的「The」除去，只稱它為「Facebook」。在帕克的建議下，朱克伯格把公司搬到加州帕洛阿爾托，而薩維林堅持留在紐約尋找廣告公司作商業發展，但是進展未如理想。同一時候，薩維林為了吸引左伯格注意，故意將支援臉書的銀行帳戶刪除。帕克承諾把Facebook擴展到兩大洲後，朱克伯格邀請他住在現作為公司總部的房子。
在一些聯校的比賽後，溫克洛夫斯兄弟發現Facebook已擴展至其他大學，如牛津大學、劍橋大學和倫敦政經學院，決定向朱克伯格提出訴訟，控告他竊取知識產權。同時，薩維林反對帕克為Facebook進行的商業決定，並凍結公司的銀行賬戶，結果造成爭議。後來朱克伯格透露指他們已獲得天使投資者彼得·泰爾注資50萬美元，讓他心軟了。然而，隨著網站開始擴大，工作人員的人手亦漸漸增加，在Facebook使用人數達100萬人次時，薩維林發現新的投資協議讓他的股份減少了，頓時感到憤怒。薩維林面對朱克伯格和派克，誓言在被逐出公司總部的房子前，為朱克伯格所佔的股份提出起訴。結果，薩維林的名字從聯合創始人的欄上被移除。稍後，因帕克涉及私藏可卡因的事件，且帕克還試圖把責任歸咎於薩維林，終使朱克伯格跟他撇清關係。
全片穿插著溫克洛夫斯兄弟與薩維林的場景。溫克洛夫斯兄弟聲稱朱克伯格偷用了他們的想法，而薩維林則聲稱公司的股權被不公平地攤薄。最後，辯護律師告知朱克伯格指將跟薩維林達成庭外和解，由於朱克伯格個人冷酷無情的態度會讓陪審團對他高度不同情，對方因此獲得了合理的賠償。電影完結時，朱克伯格看著前女友艾莉卡·歐布萊特的Facebook頁面，重新加為好友，然後每隔數秒為網頁刷新一次。電影的結語指出溫克洛夫斯兄弟獲得6,500萬美元的賠償，並須簽訂保密協議，二人後來參加2008年夏季奧林匹克運動會，排名第六；愛德華多·薩維林收到了一筆數目不明的賠償，而他的名字重新載於Facebook的網頁上，顯示為「聯合創始人」；Facebook網站於207個國家中擁有5億個用戶，市值250億美元，而朱克伯格成為世界上最年輕的億萬富翁。

## 角色
- 傑西·艾森柏格飾演馬克·扎克伯格，哈佛大學學生，Facebook的共同創辦人之一。艾森柏格於2009年9月簽約參演該片，同時也是首位加盟的演員[3]。在接受《巴爾的摩太陽報》訪問時，艾森柏格說：「儘管我已經演了些精彩的電影，但這個角色似乎在很多方面更是如此的冷漠，對我來說，這是更真實的最好方式。我不常演冷漠的角色，所以感覺很舒服：新鮮又讓人興奮，就如同你從來不用擔心沒有觀眾。那不是我擔心沒有觀眾，而是它應該只是你心中最大限度的東西。《社群網戰》是我從電影中獲得的最大解脫」[4]。

- 安德魯·加菲爾德飾演愛德華多·薩維林，哈佛大學學生，Facebook的共同創辦人之一。加菲爾德在艾森柏格加入劇組的數日後正式簽約出演[5]。

- 賈斯汀·提姆布萊克飾演西恩·帕克，Napster的創辦人[6]。同加菲爾德，提姆布萊克也在艾森柏格加盟的數日後正式簽約出演[5]。

- 艾米·漢莫飾演卡麥隆·溫克沃斯（英语：Cameron Winklevoss）與泰勒·溫克沃斯（英语：Tyler Winklevoss），雙胞胎，哈佛連接計劃的成員。漢莫於2009年10月簽約出演[5]。
  - 喬希·潘斯飾演泰勒·溫克沃斯。潘斯於2009年10月簽下合約出演該片[5]。在拍攝過程中，潘斯飾演泰勒·溫克沃斯，劇組在後期製作中將漢莫的臉接到潘斯的身體上，以呈現同卵雙胞胎的感覺。他也在某些特定場景中飾演卡麥隆·溫克沃斯[7]。除此之外，潘斯還客串在《社群網戰》的其他鏡頭中[8]。

- 麥克思·明格拉飾演迪夫亞·納倫德拉（英语：Divya Narendra），卡麥隆·溫克沃斯與泰勒·溫克沃斯的商業夥伴，哈佛連接計劃的參與者。明格拉於2009年10月加盟劇組[5]。

- 布蘭達·宋飾演克莉斯汀·李，薩維林的女友。宋於2009年10月加盟劇組[5]。

- 魯妮·瑪拉飾演艾莉卡·歐布萊特，扎克伯格的前女友。漢莫於2009年10月簽約出演[5]。

- 達珂塔·強生飾演艾米莉亞·瑞特（Amelia Ritter），史丹佛大學女學生，曾與西恩·帕克有過一夜情。強生於2009年10月簽約出演[5]。

- 羅莎達·瓊斯（英语：Rashida Jones）飾演瑪莉琳·多琵（Marylin Delpy），扎克伯格的律師[9]。瓊斯於2009年12月上旬簽約擔任主演[10][11][12]。

此外，史帝夫·賽爾斯（Steve Sires）在片中客串飾演比爾·蓋茲。賽爾斯在片中僅客串1分鐘長的時間，他的戲份也在一天內就於加利福尼亞州拍完了。

## 製作
儘管愛德華多·薩維林是班·梅立克書籍的顧問，但朱克伯格及任何的Facebook員工都沒有參與這個電影項目。

### 劇本
編劇艾倫·索金說過：「這個電影項目吸引我的是不需要在Facebook上做些甚麼。這個發明來身就如現代一樣，但這個故事就如說老生常談的故事一般；友誼、忠誠、嫉妒、階級觀念與權力的主題……我得到一份14頁的書籍建議，是班·梅立克為他的出版社而寫的一本他將命名為《意外的億萬富翁》的書。出版社將同時購買它以作電影銷售。這就是我雙手興奮的捲起來的意思，我正在閱讀它，在第三頁某位置我說對呀，這是任何事來說，我說對最快的事。但班還沒有開始寫這本書，我假設索尼希望我等待班去寫這本書，我將從現在開始待他一年。他們希望我立即開始，我和班沿著平行線同時進行我們的研究」。不過，根據索金的說法，班·梅立克並沒有把他小說的材料傳給他，他寫道：「我們聚在一起兩至三次，我會到波士頓，或者我們會相約在紐約，比較一些筆記和分享資訊，我沒有看過那本書直至他已寫好了。當我看到這本書的時候，我的劇本已有80%完成。」索金詳細闡述：
這裡有很多可用的研究，而且我是第一個跟很多參與這個故事的人進行研究，我不能太深入，因為大多數人在匿名的情況下進行的，但我發現兩宗於大致相同的時間向Facebook提出的訴訟，原告、被告、證人都進入一個房間，並在宣誓下發誓，故事被說出三個不同的版本，而不是選擇並決定這是最真實的一個，或是最豐富的一個。我決定把這些想法戲劇化，如故事所述的有三個不同的版本，這就是我想出來房間的結構。

### 拍攝
主體拍攝於2009年10月於麻薩諸塞州劍橋開始進行。本片的場景是在麻薩諸塞州兩所預科學校——菲利普斯學院和米爾頓學院的校園內取景。並在惠洛克學院拍攝了額外的場景，該學院被設定為哈佛大學的校園，以及巴爾的摩約翰·霍普金斯大學校園內外（自從《愛的故事》（1970年）拍攝期因對校園裡的樹木造成了嚴重的物理損壞，哈佛大學從此拒絕大多數實地拍攝的請求）拍攝於11月2日至4日在霍姆伍德校區的凱澤和懷曼四合院進行。片中開頭馬克與艾莉卡對話的場景一共拍攝99次才完成。溫克沃斯兄弟的划船場景是在牛頓的社區划船公司和皇家亨利賽艇日拍攝；後者的划船比賽片段採用了微縮模型製作。雖然影片後半段有很大一部分場景設定在矽谷，但導演最終選擇在洛杉磯和帕薩迪納等地取景。

## 發行

### 營銷

電影標題

2010年6月18日首個戲院廣告亮相。一星期後，6月26日，發佈首個小型預告片。7月8日公佈第二個小型預告片。7月15日，公佈了長版本的預告片，播放電台司令歌曲Creep，由比利時合唱組合Scala & Kolacny Brothers翻唱。，此宣傳片在潛行凶間、叛諜狂花等電影播放時宣傳。

## 反響

### 評價
在影評爛番茄網站，從295名編審中，獲得96%的正面評價，平均分為9/10，評價是「有完美的劇本，執導得非常好，造出來的效果使人滿意。」社交網絡是一齣極有吸引力，是現代的電影製作的典範「它可以達到100%的完美評價」。
《芝加哥太陽報》的知名影評家羅傑·艾伯特給予本片滿分4顆星的好評，寫道「大衛·芬奇的電影有著少見的質感，不僅如片中亮眼的主角般地聰明，同樣地呈現出自信、不耐、酷、刺激和天生的洞察力。」
《滾石雜誌》的彼得·崔維斯（Peter Travers）今年首度給予電影滿分四分並說「《社群網戰》可說是年度最佳電影。芬奇和索金更進一步的成功，在於他們用最刺骨傷感的批判，重新定義過去十年的黑色嘲諷形式。」《哈佛大學報》（The Harvard Crimson）稱本片「完美無瑕」並給予四星評價。
一些評論指出電影內容並非真正的臉書創辦幕後過程實情。喬·摩根斯登（Joe Morgenstern）在《華爾街日報》稱讚本片令人振奮但註明說「故事中的生平部分經過自由改寫，亞倫·索金靠著聰明過人，充分幽默的手法，改編班·梅立克所著一本具爭議性的小說《Facebook：性愛與金錢、天才與背叛交織的祕辛》，所以片中呈現的一切並非事實。」
2023年，爛番茄滿25週年特別專題中，本片在該站名列「影評家選出過去25年的最佳電影」排行榜第10名。

### 票房
全美首週末以2300萬美元票房收入，成為當週票房排名首位。次週再度蟬聯票房冠軍，票房收入僅下跌31.2%，打破《潛行凶間》僅僅下跌32%的紀錄，成為2010年度首週成为美国票房首位后，次週跌幅最慢的紀錄。其紀錄也僅次於《馬場奇蹟》的25.1%及《牙仙大帝》的28.6%。截至10月31日，在美國錄得7970萬美元收入，全球票房達1億3290萬美元收入。

### 榮譽
| 頒獎典禮                          | 獎項               |
| --------------------------------- | ------------------ |
| 第82届美国国家评论协会奖          | 最佳影片           |
| 第82届美国国家评论协会奖          | 导演               |
| 第82届美国国家评论协会奖          | 男主角             |
| 第82届美国国家评论协会奖          | 改編劇本           |
| 第11届纽约在线影评人协会奖        | 最佳影片           |
| 第11届纽约在线影评人协会奖        | 导演               |
| 第11届纽约在线影评人协会奖        | 改編劇本           |
| 第31届波士顿影评人协会奖          | 最佳影片           |
| 第31届波士顿影评人协会奖          | 导演               |
| 第31届波士顿影评人协会奖          | 男主角             |
| 第31届波士顿影评人协会奖          | 编剧               |
| 第31届波士顿影评人协会奖          | 配乐               |
| 第36届洛杉矶影评人协会奖          | 最佳影片           |
| 第36届洛杉矶影评人协会奖          | 导演               |
| 第36届洛杉矶影评人协会奖          | 改編劇本           |
| 第76届纽约影评人协会奖            | 最佳影片           |
| 第76届纽约影评人协会奖            | 导演               |
| 第9届旧金山影评人协会奖           | 最佳影片           |
| 第9届旧金山影评人协会奖           | 导演               |
| 第9届旧金山影评人协会奖           | 改編劇本           |
| 第19届东南影评人协会奖            | 最佳影片           |
| 第19届东南影评人协会奖            | 导演               |
| 第19届东南影评人协会奖            | 群像演技           |
| 第19届东南影评人协会奖            | 改編劇本           |
| 第14届多伦多影评人协会奖          | 最佳影片           |
| 第14届多伦多影评人协会奖          | 导演               |
| 第14届多伦多影评人协会奖          | 男主角             |
| 第14届多伦多影评人协会奖          | 男配角             |
| 第14届多伦多影评人协会奖          | 编剧               |
| 第15届拉斯维加斯影评人协会奖      | 最佳影片           |
| 第15届拉斯维加斯影评人协会奖      | 导演               |
| 第15届拉斯维加斯影评人协会奖      | 编剧               |
| 第15届拉斯维加斯影评人协会奖      | 配乐               |
| 第4届底特律影评人协会奖           | 最佳影片           |
| 第16届“达拉斯-沃斯堡”影评人协会奖 |                    |
| 最佳影片                          |                    |
| 导演                              |                    |
| 编剧                              |                    |
| 第14届卫星奖                      | 最佳影片           |
| 第14届卫星奖                      | 最佳导演           |
| 第14届卫星奖                      | 最佳改編劇本       |
| 第11届温哥华影评人协会奖          | 最佳影片           |
| 第11届温哥华影评人协会奖          | 导演               |
| 第11届温哥华影评人协会奖          | 剧本               |
| 第16届北美广播影评人协会奖        | 最佳影片           |
| 第16届北美广播影评人协会奖        | 导演               |
| 第16届北美广播影评人协会奖        | 改編劇本           |
| 第16届北美广播影评人协会奖        | 最佳配乐           |
| 第6届圣路易斯影评人协会奖         | 最佳影片           |
| 第6届圣路易斯影评人协会奖         | 导演               |
| 第6届圣路易斯影评人协会奖         | 改編劇本           |
| 第6届圣路易斯影评人协会奖         | 配乐               |
| 第一届黑色影评人协会奖（BFCCA）   | 最佳影片           |
| 第一届黑色影评人协会奖（BFCCA）   | 群像演技           |
| 第一届黑色影评人协会奖（BFCCA）   | 改編劇本           |
| 第8届爱荷华影评人协会奖           | 最佳影片           |
| 第8届爱荷华影评人协会奖           | 导演奖             |
| 美国国家影评人协会奖              | 最佳影片           |
| 美国国家影评人协会奖              | 导演               |
| 美国国家影评人协会奖              | 男主角             |
| 美国国家影评人协会奖              | 剧本               |
| 第23届芝加哥影评人协会奖          | 最佳影片           |
| 第23届芝加哥影评人协会奖          | 导演               |
| 第23届芝加哥影评人协会奖          | 改編劇本           |
| 第四届休斯敦影评人协会奖          | 最佳影片           |
| 第四届休斯敦影评人协会奖          | 导演               |
| 第四届休斯敦影评人协会奖          | 男主角             |
| 第四届休斯敦影评人协会奖          | 编剧               |
| 第14届在线影评人协会奖            | 最佳影片           |
| 第14届在线影评人协会奖            | 导演               |
| 第14届在线影评人协会奖            | 改編劇本           |
| 第68屆金球獎                      | 最佳影片（剧情类） |
| 第68屆金球獎                      | 最佳导演           |
| 第68屆金球獎                      | 最佳剧本           |
| 第68屆金球獎                      | 最佳原創配樂       |
| 英国电影学院奖                    | 最佳导演           |
| 英国电影学院奖                    | 最佳改編劇本       |
| 英国电影学院奖                    | 最佳剪辑           |
| 第83届奥斯卡金像奖                | 最佳改編劇本       |
| 第83届奥斯卡金像奖                | 最佳剪辑           |
| 第83届奥斯卡金像奖                | 最佳配乐           |

## 外部連結
- Yahoo奇摩電影上《社群網戰》的資料（繁體中文）
- 開眼電影網上《社群網戰》的資料（繁體中文）
- 豆瓣电影上《社交网络》的資料 （简体中文）
- 时光网上《社交网络》的資料（简体中文）
- AllMovie上《社群網戰》的资料（英文）
- 爛番茄上《社群網戰》的資料（英文）
- Box Office Mojo上《社群網戰》的資料（英文）
- TCM电影资料库上《社群網戰》的资料（英文）
- Metacritic上《社群網戰》的資料（英文）
- 互联网电影数据库（IMDb）上《社群網戰》的资料（英文）